# Radio en México
La radio en México es un medio masivo de comunicación con 98 por ciento de penetración nacional y una mayor diversidad de propietarios y programación que la televisión. En un modelo similar al de la radio en los Estados Unidos, la radio mexicana en su historia ha sido principalmente comercial, pero con una fuerte presencia estatal y un número creciente de estaciones no comerciales en la década de 2000 y principios de la de 2010. En agosto de 2015, había 1999 estaciones de radio legales, casi el 75 por ciento de ellas en la banda de FM.

## Antecedentes
Es esencial diferenciar dos conceptos de Radio entrelazados en sus inicios, desarrollo, historia.
a.)  Radio como la nueva tecnología de Transmisión Sin Hilos, sin cables, más conocida como Telegrafía Sin Hilos (TSH).
b.)  El concepto Radio que involucra dos artefactos: un transmisor que es el radio y una receptora que es la radio.
El concepto Radio a su vez tiene desde sus inicios 4 actividades principales las cuales son importantes demarcar en español. Estas son:
1.)  Estaciones de Telegrafía.
2.)  Estaciones de Telefonía.
3.)  Estaciones móviles Marítimas y Aeronáuticas.
4.)  Estaciones de Radio para Público Amplio (Broadcasting service).
Estas últimas, las Estaciones de Radio con Nominales para un Público Amplio son las que son las más populares, y que la mayoría de estudiosos e investigadores han desarrollado sus estudios.
Finalmente, las Estaciones de Radio con Nominales, tienen 4 singularidades que las otras actividades que usan la tecnología TSH no las poseen o aplican de la misma manera. Estas 4 singularidades son: un público amplio, publicidad y comercialización o propaganda, nominales y un anfitrión/conductor (la voz).

### Primera etapa: Los inicios.
La primera transmisión de la primera estación de radio en México fue el 9 de octubre de 1921. Ocurrió en Monterrey, Nuevo León gracias a Constantino de Tárnava en su estación TND. Algunos escritores acerca del desarrollo del Radio han encontrado algunos documentos que involucran a radiófilos realizando algunas transmisiones experimentales, y han incluido la presunta transmisión de los hermanos Gómez Fernández del 27 de septiembre de 1921 en el Teatro Ideal de la Ciudad de México a esta secuencia inicial de transmisiones. Sin embargo en el Cumpleaños 100 del Radio en "unos pequeños destellos de la Gran Historia del Radio" específicamente en el destello 000 El Final como El Inicio teniendo como invitada a la Dra. Elizabeth Rodríguez Montiel, el realizador y conductor de outline radio Jaime Kurt menciona algunas confusiones, series de hechos históricos importantes sobre puestos, llamados "overlaps", además de la falta de pruebas en la transmisión del Teatro Ideal. Entonces se fortalece y unifica la fecha de nacimiento: 9 de octubre de 1921. Además es importante destacar que el desarrollo de la radio mexicana se llevaría a cabo simultáneamente en varias ciudades del país, incluyendo la aportación de Adolfo Enrique Gómez y su hermano Pedro, quienes instalaron un equipo transmisor De Forest en la Ciudad de México con 20 Watts y presentaron dos canciones. Debido a la falta de pruebas contundentes, no se sabe la fecha exacta de transmisión.
En independencia de haber realizado transmisiones experimentales desde 1919, el 9 de octubre de 1921, el Ing. Eléctrico Constantino de Tárnava Jr. de Monterrey, Nuevo León, inició las transmisiones regulares de un programa semanal estructurado y con patrocinador, en una estación que llamó TND (Tárnava Notre Dame, en honor de la Universidad donde estudió). De esta estación de radio, el Ing. de Tárnava consigue la legalización de la primera emisora con licencia de Nuevo León, recibiendo diferentes indicativos y nominales, por ejemplo: Experimental 24 A, CYL, CYA, CYO, hasta que en 1929, una vez que La Conferencia Internacional de Telecomunicaciones celebrada en Wahington DC, designara a México las Nominales X. Entonces recibió los indicativos XEH-AM.
Durante 1922 y 1923, y los años siguientes las estaciones de radio comenzarán a operar en la Ciudad de México, Pachuca, Cuernavaca, Guadalajara, Morelia, San Luis Potosí, Chihuahua, Chihuahua y Ciudad Juárez.
En 1922 y 1923 las grandes corporaciones estadounidenses estaban estableciendo estaciones de radio y agencias de ventas de aparatos receptores por toda Latinoamérica. Para 1922 se exportaban aparatos de radio a México, con el argumento de que los compradores prospectivos podrían escuchar conciertos originados en los Estados Unidos.
También en 1922, se formó la Liga Nacional de Radio, la primera asociación de radio en México.
A principios de 1923, cuando la radiodifusión en México estaba por convertirse en una realidad, el presidente Álvaro Obregón pidió a la Liga Mexicana Central del Radio (LMCR, una confederación de radioaficionados que se constituyó en el antecedente histórico de la Cámara de Radio y Televisión) que elaborara un proyecto de reglamentación para la radio, que ellos entregaron en mayo de ese año. Claramente, ni Obregón ni su personal estaban preparados para entenderse con la novedad del medio. Este suceso ilustra también la emergencia de una práctica que después se institucionalizaría, por parte del Estado mexicano: la de establecer vínculos de "consulta y asesoría" con grupos privados organizados —lo que a su vez los constituiría en "grupos de presión"— con relación a algunas decisiones políticas importantes. El reglamento, hecho público en septiembre de 1923, no correspondía al propuesto por la LMCR al pie de la letra, pero se basó en éste principalmente en los aspectos técnicos que eran los predominantes.
La mayoría de las estaciones pioneras en México las establecieron agencias de ventas de aparatos de radio, con el propósito de vender receptores al público. Otros pioneros de la radio fueron propietarios de periódicos, ya sea por sí mismos o en sociedad con agencias de radio.
El 8 de mayo de 1923, la estación "El Universal / La Casa del Radio" (más tarde CYL) salió al aire en Ciudad de México con 50 watts de potencia. La estación fue copropiedad del periódico El Universal y Raúl Azcárraga, propietario de la cadena de tiendas de radio La Casa del Radio. Andrés Segovia y 
El 15 de septiembre, la compañía de cigarrillos "El Buen Tono" inició la operación de su propia estación. Esta estación recibiría el indicativo de CYB después de que México fuera asignado una serie de indicativos internacionales en 1924, y sobre el cambio de las asignaciones de indicativo de México a "X" en 1929, se convertiría en XEB, la estación de radio mexicana más antigua todavía en funcionamiento hoy, después de la XEH que fuera de Constantino de Tárnava. Es decir, la XEH y la XEB son las estaciones de Radio más antiguas en funcionamiento. En tercer sitio de antigüedad de estaciones vigentes, se podría citar a Radio Educación.
En 1924 también se produjo el lanzamiento de las estaciones de radio por el periódico Excélsior (CYX) y la Secretaría de Educación Pública (CZE, más tarde XFX). Esta última estación, en el 560 kHz, funcionaría hasta 1929, y la SEP no operaría otra estación de radio hasta los años 60.
La primera ley de comunicaciones, la Ley de Comunicaciones Eléctricas, fue promulgada en 1926 por el presidente Plutarco Elías Calles. El artículo 12 de la ley estipula que la programación radial "no debe perjudicar la seguridad del estado" o "el gobierno establecido".
En 1926, se vuelve a retomar la ley para determinar que no solo la tierra y el agua eran propiedad de la nación, también el espacio aéreo, por lo que las ondas sonoras que viajan por el mismo tenían que ser cobradas, se formalizó que solo se darían concesiones a ciudadanos mexicanos o con relación e inversión directa en el país, que no se podía hablar de política o dañar la nación. Es entonces que la radiodifusora del Partido Nacional Revolucionario comienza mediante su programación a generar la doctrina del favoritismo para el partido, logros, avances para generar popularidad y aceptación en el pueblo mexicano. Durante 1926, Cárdenas hizo unas modificaciones en la Ley de Vías Generales de Comunicación que suponía modificar un poco la ideología de las cadenas y debían contener por lo menos 25 % de música típica mexicana, que entró en vigor hasta 1960. Durante el gobierno Cardenista explotó la creación e inauguración de estaciones oficialistas de radio y televisión en cada estado, al igual que privadas.
En 1929, los indicativos fueron reasignados otra vez. México recibió el rango XAA a XFZ; los indicativos que comienzan en XE se utilizarían para la difusión. En la década de 1940, se utilizaría la serie de indicativos XH para nuevas estaciones de FM y TV, aunque ciertas estaciones de ambos tipos que eran copropietarias de las estaciones de AM existentes podían usar llamadas XE (como XEWV-FM en Mexicali o XET-TV en Monterrey).

## Leyes y reglamentos
En 1926 el presidente Calles dio a conocer la Ley de Comunicaciones Eléctricas, basada en el reglamento de 1923 einfluida por la Convención Interamericana de 1924.
a) La nueva ley consistió básicamente en reglamentaciones de carácter técnico y administrativo.b) Establecía que solo ciudadanos mexicanos podían recibir autorización oficial para poseer y operar estaciones de radio. Pero el artículo 25 de la ley mencionada establecía que tales permisos se otorgarían a ciudadanos mexicanos o a sociedades constituidas conforme a las leyes mexicanas (ambigüedad). c) Se reformó el artículo 27 constitucional, que establecía la propiedad original de la nación sobre el suelo y subsuelo del territorio nacional, añadiendo ahora el espacio sobre el mismo territorio —por el que viajan las ondas sonoras d) Prohibía la transmisión de cualquier tipo de contenidos de carácter político o religioso.
Para 1933 Es expedido el Reglamento del Capítulo 6 del Libro 5 de Vías Generales de Comunicación. Éste establecía que los programas de radio podían dedicar el 10 % de su tiempo en anuncios comerciales.1933 10 de julio la Ley de Impuestos a las Estaciones Radiofusoras que el5 % de los ingresos brutos de las emisoras.1935 el impuesto es reducido al 2 %. Para 1937 se constituye la Asociación Mexicana de Estaciones Radiofusoras (AMER).El 1 de enero de 1937 es creado el Departamento Autónomo de Prensa y Publicidad (DAPP), primer organismo especializado en el manejo de la comunicación del gobierno.
1937 el gobierno aprueba la primera reglamentación específica para la radio reglamento para estaciones radiodifusoras Comerciales, Científicas, Culturales y de Aficionados el cual establecía la prohibición expresa a tratar asuntos políticos.
1940 aparece la Ley de Vías Generales de Comunicación de 1940, que permaneció en vigor hasta 1960 no introdujo ningún cambio substancial a las reglamentaciones previas.
1942 se promulga el nuevo Reglamento de Estaciones Radiodifusoras Comerciales, de experimentación Científica y de Aficionados, dentro de los puntos eje de este, se sigue dando una obstaculización a transmitir asuntos políticos y religiosos.
1960 se publica, en el Diario Oficial de la Federación, la Ley Federal de Radio y Televisión. En esta se garantiza la libertad de expresión, pero los efectos no se ven de inmediato.
La siguiente Lista de Estaciones es un ejemplo de las primeras Estaciones de Radio en México:
| Primeras estaciones de radio        | Ubicación        | Inicio | Propietario                              |
| ----------------------------------- | ---------------- | ------ | ---------------------------------------- |
| TND (Más tarde: CYL, CYA, CYO, XEH) | Monterrey        | 1921   | Constantino de Tárnava                   |
| CYL                                 | Ciudad de México | 1923   | Raúl Azcárraga Vidaurreta (El Universal) |
| CYB (Más tarde: XEB)                | Ciudad de México | 1923   | José J. Reynosa                          |
| CYF (Más tarde: XEF)                | Oaxaca           | 1923   | Federico Zonilla                         |
| CYY (Más tarde: XEY)                | Mérida           | 1923   | Partido Socialista                       |
| CZF (Más tarde: XFF)                | Chihuahua        | 1923   | Estado de Chihuahua                      |
| CYX (Más tarde: XEX)                | Ciudad de México | 1924   | El Excélsior                             |
| CZE (Más tarde: XFX)                | Ciudad de México | 1924   | Secretaría de Educación Pública          |
| CYS (Más tarde: XEN)                | Ciudad de México | 1925   | General Electrics                        |
| XETA (Más tarde: XEL)               | Ciudad de México | 1930   | Manuel Espinosa Tagle                    |
| XEW                                 | Ciudad de México | 1930   | Emilio Azcárraga Vidaurreta              |
| XEFO                                | Ciudad de México | 1930   | Partido Nacional Revolucionario          |

### 1930: Consolidación de la radio mexicana
| Época de ORO Entre la década de los 30 y los 40 de la época de oro de la radio mexicana, las emisoras que más audiencia tenían eran XEW y la XEB. Después La XEQ y su transmisión de programas originales y Radionovelas, "encenderían los celos" de la XEW. -El impulso a la música mexicana se explica en virtud de que para cumplir con eficiencia su función publicitaria, la radio tenía que transmitir el tipo de programas que atrajeron audiencias amplias, y en esos años la propia música mexicana era considerado la "apropiada" para lograrlo. -La publicidad radiofónica comenzó entonces su papel de contribuir a la producción del consumo en México como un medio de realización del capital manufacturero estadounidense. |

La década de 1930 vio el desarrollo de muchas nuevas estaciones de radio en México. XEN (entonces a 710 kHz), Radio Mundial, proporcionó a la Ciudad de México la primera emisora de radio de todo el mundo en 1930. Pero la estación de radio más importante en 1930 fue XEW 900, propiedad de Emilio Azcárraga Vidaurreta. Conocida como la "Voz de América Latina", XEW marcó el cambio de guardia en el desarrollo de la radio mexicana y el inicio de su consolidación como un negocio viable. Se especializó en el desarrollo de la programación diaria que atrajo a los espectadores, y por lo tanto a los anunciantes. El imperio de Azcárraga creció con el signo de XEQ en 1938.
El Partido Revolucionario Nacional, predecesor del Partido Revolucionario Institucional, lanzó la estación XEFO (originalmente conocida como "XE-PNR") a 940 kHz en la Ciudad de México el 1 de enero de 1931. La estación sirvió como un método para difundir ideología y propaganda partidista y fue la principal fuente de noticias y propaganda para el partido durante las elecciones presidenciales de 1934 que llevó a Lázaro Cárdenas al poder. La estación fue vendida en 1941 y fue seguida por dos puntos de venta separados: XEQR en 1030, propiedad de Francisco Aguirre Jiménez y XERCN 1110, propiedad de Rafael Cutberto Navarro y su Radio Cadena Nacional.
En 1931, el régimen de permisos para emisoras fue cambiado a uno donde el gobierno otorgó concesiones para usar y operar estaciones en el espectro de radio, considerado un bien público en última instancia propiedad del estado. Las concesiones otorgadas a las estaciones tenían una validez de hasta 50 años. Del mismo modo, en 1933, el gobierno estableció un límite del 10 por ciento del tiempo de emisión dedicado a anuncios comerciales, así como la capacidad del gobierno para difundir mensajes a través de estaciones de radio comerciales.
1934-1940 Durante la administración de Cárdenas ocurrió una explosión sin precedente de las estaciones oficiales de radio y de emisiones estatales en general bajo un puñado de redes radiofónicas.
En 1937, esta última característica de la radio mexicana produciría La Hora Nacional, uno de los más antiguos programas de radio continuamente emitidos en el mundo, que se emite a las 10 p. m. los domingos por la noche en todas las estaciones de radio mexicanas. La Hora Nacional fue producida por la nueva Dependencia Autónoma de Prensa y Publicidad (DAPP), que construyó la estación XEDP en AM y la contraparte de onda corta XEXA, pero desapareció en 1939 con sus estaciones para languidecer con poco apoyo gubernamental hasta principios de la década de 1940. En 1969, el gobierno fijó una cuota del 12.5 por ciento del tiempo de aire de todas las estaciones de la difusión que se asignarán para sus usos.
En 1937, la Asociación Mexicana de Radiodifusores se formó como la primera asociación de la industria; pronto renombrada a la Asociación Mexicana de Radiodifusores Comerciales (AMERC, Asociación Mexicana de Radiodifusoras Comerciales), inicialmente constaba de 20 estaciones de radio, la mitad de ellas en la Ciudad de México.
En la década de 1930 también se desarrollaron los primeros border blasters, estaciones que aprovecharon los límites de mayor potencia de México y los requisitos regulatorios más flexibles para las estaciones de radio AM y lanzaron sus señales hacia Estados Unidos, a menudo con programas de predicación remunerados. El blaster original de la frontera, XER de John Brinkley en Villa Acuña, Coahuila, fue sustituido por XERA en 1935. XERA difundió en 500 kilovatios y funcionó hasta 1939, cuando fue cerrado en medio de un tratado con los Estados Unidos. También en la década entraron en funcionamiento las primeras emisoras universitarias: XEUN, la estación de la Universidad Nacional Autónoma de México, y XEXQ, operado por la Universidad Autónoma de San Luis Potosí.

### 1940s Redes
En 1940 se produjo un nuevo esfuerzo pionero en la radio. La estación XEQK en la Ciudad de México, que había luchado desde su firma en 1938, comenzó a transmitir el tiempo, cada minuto en el minuto, intercalado con anuncios comerciales cortos.
Las transmisiones fueron bastante éxito, tanto en términos de público como de dinero publicitario, que la estación abandonó sus otros programas en 1942. "La QK", como era popularmente conocida, rápidamente se hizo famosa por su distintivo formato Hora Hora "Exacta" ; se vendería a IMER en 1983, y el formato permanecería en el aire hasta 2003.
En 1941, la fundación de Radio Programas de México, controlada a medias por la familia Azcárraga y Clemente Serna Martínez, marcó el inicio de un frenesí de redes en México. Estaciones en el interior México no solo recibió acceso a una mejor programación producida en la Ciudad de México y grabada en vinilo y cinta magnética, sino también a anunciantes nacionales. Dentro de una década, RPM tenía 92 afiliados, formando una red que en su apogeo incluía más de la mitad de las estaciones de radio del país. Las redes regionales y semi-nacionales incluían a Radiodifusoras Asociadas, SA (RASA), que en su mayoría tenían estaciones en la región del Bajío, y Radio Central Radiofónica, con su cartera de afiliados ubicada en el centro de México.
También en 1941, la Cámara Nacional de la Industria de la Radio, o CIR, fue fundada como una cámara de comercio para la industria de la radio. A principios de los años 70, amplió su enfoque para incluir la televisión y cambió su nombre a Cámara Nacional de la Industria de la Radio y la Televisión (CIRT).
1941 Emilio Azcárraga fundó Radio Programas de México (RPM).Para el año siguiente, RPM tenía ya 60 estaciones afiliadas a sus doscadenas, cerca de la mitad de todas las que había en el país.
En 1947 el número de estaciones afiliadas a las dos redes era de 84. No hay duda de que las voces más influyentes de la radiodifusión mexicana eran las escuchadas por las estaciones controladas por Emilio Azcárraga. Pronto Emilio Azcárraga diversificó sus intereses y, en 1945, en sociedad con RKO Pictures, construyó los estudios cinematográficos Churubusco y abrió varias salas de cine en la Ciudad de México, XERF-AM fue fundada en Villa Acuña, que iniciaría una nueva generación de estaciones de radio blaster fronterizas incluyendo XERB y XETRA en Tijuana, Baja California. Mientras que los limpiadores de fronteras usualmente programaban en inglés, tenían que cumplir con los requisitos de sus concesiones mexicanas, incluyendo la transmisión de La Hora Nacional y el himno nacional mexicano. Ese mismo año, el gobierno renovó sus esfuerzos radiofónicos con el lanzamiento del XEX 730 en la Ciudad de México, una estación de radio de 500,000 vatios que utilizó el equipo de la antigua XERA en Villa Acuña y fue concebida como una estación de radio nacional.

### 1950s: Música grabada, los inicios de FM y la expansión de AM
La década de 1950 vio desarrollo en todas las frecuencias. Mientras que el número de estaciones en total creció de 201 en 1951 a 332 en 1959, casi todo en AM, los años 50 eran una década en donde México comenzó sus incursiones en la televisión y la radio de FM. La primera emisora de televisión en México, XHTV en Ciudad de México, firmó el 31 de agosto de 1950; dos años más tarde, la ciudad capital vio el nacimiento de la primera estación de radio FM del país, XHFM. XHFM, conocida como "Radio Joya", cerraría en 1957 después de que sus estudios fueran dañados severamente en un terremoto. Sin embargo, las estaciones de FM comenzaron a aparecer lentamente en todo el país: XEOY-FM y XERPM-FM en la Ciudad de México y XET-FM en Monterrey estaban en el aire a finales de la década y habría 49 estaciones FM en todo el país para 1969.
En la banda AM, que aún representaba la gran mayoría de las estaciones de radio, oyentes y anunciantes, la programación en vivo fue suplantada constantemente por la música grabada. Las estaciones más pequeñas con menos recursos para producir programas en vivo están entre las primeras en convertirse, aunque los organismos de radiodifusión de todos los mercados descubren rápidamente que reproducir grabaciones redujo drásticamente la sobrecarga de sus estaciones. Mientras tanto, surgieron más redes y, en algunos casos, las estaciones más pequeñas cedieron sus derechos de explotación a las redes, que llegaron a controlar decenas de estaciones de radio en todo el país. Esta transformación fue clave en el desarrollo de grandes grupos de radio.
Al mismo tiempo, sin embargo, hubo tensión entre las estaciones de radio en la Ciudad de México y las del interior de la nación. Las redes comenzaron a instalar repetidoras (repetidores) de su programación; XEW, por ejemplo, estableció estas estaciones en San Luis Potosí, Monterrey, Veracruz, Oaxaca y Guadalajara, entre otras ciudades. Estas emisoras, que solo sirvieron para retransmitir programas enteramente producidos en la capital, fueron consideradas como una seria amenaza por los radiodifusores regionales, que se unieron para formar el Comité Coordinador de las Radiodifusoras en los Estados Unidos (CCRE).
Las décadas de 1950 y 1960 también vieron la menor actividad de radio en nombre del gobierno. Con el cierre de las estaciones de radio del SEP, solo Radio UNAM y XEJB, la estación de radio del gobierno estatal de Jalisco, estaban en el aire. El número de nuevas estaciones de radio sirvió como importantes vínculos culturales entre los centros urbanos de México y sus muchos pueblos rurales; un resumen de 1954 de la radio en el interior de México señaló que "la radio es ciertamente uno de los instrumentos de integración en México".

### 1960s: Stereo FM y nuevos grupos de radio
1960 vio la promulgación de una Radio Federal nueva y Ley Televisiva, el cual dividió retransmitir estaciones a dos categorías; concesiones, el cual era estaciones comerciales con la capacidad de retransmitir que anuncia, y permisos, el cual era noncommercial y otorgado a nonprofit entidades. La ley, el cual quedó en efecto con modificaciones para 54 años, también forzó estaciones para conseguir aprobación del SCT para recibir aprobación especial para programar en lenguas extranjeras.
En 1965, la primera emisora de radio cultural de propiedad local, XEYT en Teocelo, Veracruz (ahora XEYTM-AM), salió al aire bajo los auspicios del Centro de Promoción Social y Cultural AC En el mismo estado, en Huayacocotla, la escuela de radio XEJN-OC salió al aire con programas de alfabetización transmitidos a centros de alfabetización en toda la zona de emisión de la estación; después de 35 años, sus transmisiones pasarían a FM, con la estación convirtiéndose en XHFCE-FM.
En 1967, Joaquín Vargas Gómez, que había visitado Estados Unidos y quedó impresionado con sus estaciones estéreo FM, trabajó para llevar el sistema a México. Fundó Stereorey, una red de estaciones estéreo FM con un formato de música hermosa; entre las estaciones más importantes de la red se encontraban XHSRO-FM 92.5 en Monterrey y XHV-FM 102.5 en la Ciudad de México. Stereorey se convirtió eventual en la piedra angular de un imperio más grande de los medios, conocido como MVS Comunicaciones, que también incluyó otras estaciones de radio y sistemas de la televisión de la paga. En los años sesenta también se fundaron el Grupo ACIR y Radio Fórmula, dos de los grupos de radio más grandes del país; Grupo Radiorama seguiría a principios de los años 70.

### La expansión de la radio pública
En 1968 se produjo por primera vez desde la década de 1940 el regreso de la Secretaría de Educación Pública a la radio con la firma de XEEP-AM 1060 "Radio Educación". Sin embargo, llegó a aire con equipo insatisfactorio y anticuado, un programa que incluía un descanso de varias horas en el medio del día, y un personal pequeño. No fue hasta el gobierno de Luis Echeverría en 1972 que Radio Educación recibiría nuevas instalaciones, equipo mejorado y un presupuesto ampliado.
En 1976, Radio Fórmula entró en dificultades financieras; dos años más tarde, vendió tres de sus siete estaciones al gobierno federal. La adquisición por parte del gobierno de XEB-AM, XEMP-AM y XERPM-AM llevó a la creación de un grupo dentro de la Dirección General de Radio, Televisión y Cine (RTC) de SEGOB. Cuando se creó el Instituto Mexicano de la Radio en 1983, uniendo las emisoras de radio operadas por diversas dependencias gubernamentales en una agencia, este trío de estaciones de radio AM sirvió de núcleo.
En 1979 se lanzó una nueva variedad de estaciones de radio AM. XEZV-AM salió al aire en Tlapa de Comonfort, Guerrero, operado por el Instituto Indigenista Nacional. "La Voz de las Montañas" fue parte de una iniciativa para promover el desarrollo educativo y social en las regiones indígenas de México. En 1982, se lanzaron cuatro estaciones más; el CDI, el sucesor del INI, opera el Sistema de Radiodifusoras Culturales Indigenistas compuesto por 15 servicios de radio de media onda y varias emisoras de radio FM experimentales que emiten en 31 idiomas.

### El aumento de FM
En 1970, la banda FM todavía estaba subdesarrollada debido a los altos precios de los receptores de FM. Con el fin de desarrollar FM, la Asociación de Radiodifusores FM se formó ese año para promover precios más bajos para los receptores de FM y el aumento de interés de los anunciantes. Sus miembros fueron Vargas Gómez y representantes de XEW-FM, Núcleo Radio Mil y Radio Imagen, propietarios de dos FMs de la Ciudad de México. Lograron expandir el alcance de la banda FM; hubo 174 estaciones de FM en 1980, más del doble de las 65 en el aire en 1970.
En 1980, las estaciones de radio de AM capturaron el 77 por ciento de la audiencia de la radio mexicana. Sin embargo, en los cinco años que siguieron, las mesas se volvieron a favor de FM, que tenía una cuota de mercado de 64.9 por ciento frente al 35.1 por ciento de AM. Las capacidades estéreo de la banda FM y la mayor prevalencia de radios portátiles con una mejor calidad de sonido llevaría al desarrollo de AM como una banda de radio de radio especializada, con emisoras de radio de música que migran a FM.
En 1996 se creó la Comisión Federal de Telecomunicaciones (COFETEL) para reemplazar muchas de las funciones reguladoras de la SCT en el sector de las telecomunicaciones. Sin embargo, el SCT siguió emitiendo concesiones y permisos hasta 2006, cuando comenzó a ejercer control sobre la radiodifusión.
En 2000, Grupo ACIR anunció su intención para fusionar con Televisa Radio (ahora Radiópolis), la división radiofónica de Televisa, con el último tomando una 27.8 participación de porcentaje en ACIR. Aun así, esto estuvo disparado abajo por antitrust autoridades, quién expresó preocupación que la combinación de ACIR y Televisa exprimiría competidores más pequeños fuera del mercado publicitario.

### La migración de AM-FM
El precursor de la migración de AM-FM de 2008 ocurrió en 1994, cuando el CIRT presionó con éxito para que el gobierno otorgara frecuencias FM a 80 estaciones AM en todo el país, convirtiéndolas en estaciones combinadas. Sin embargo, para 2003, la industria de la radio mexicana todavía estaba dominada por las estaciones de radio AM, con 855 en comparación con 628 estaciones de FM..
En 2008, el gobierno de Felipe Calderón anunció un plan para trasladar la mayor cantidad posible de emisoras AM a la banda FM, con el fin de aumentar la calidad de la radiodifusión para los oyentes y permitir el desarrollo generalizado de las futuras tecnologías de radio en la banda FM. Centenares de estaciones, en su mayoría fuera de las áreas metropolitanas más grandes, se trasladaron a FM después de un año de simulcasting AM-FM o se convirtieron en emisoras de radio combinadas AM y FM. La mayoría de las emisoras de AM que no migraron eran estaciones que servían a comunidades indígenas, en grandes áreas metropolitanas o regiones fronterizas donde no había espacio para emigrar estaciones, o estaciones que fueron forzadas a convertirse en combos AM-FM para garantizar la continuidad del servicio de radio en partes de sus áreas de cobertura.
Sin embargo, incluso en los mercados más grandes, la disminución de la radio AM es tal que algunas estaciones ya no son económicamente viables. XEDA-AM en la Ciudad de México fuera del aire en mayo de 2015 después de ver a todos los oyentes, los ingresos de publicidad comercial y la publicidad del gobierno federal todo cayo; su propietario declaró que "no hay mercado para AM".
Después de autorizarlo inicialmente para las estaciones dentro de 320 kilómetros de la frontera México-Estados Unidos en 2008, Cofetel adoptó el estándar HD Radio, tal como se utiliza en los Estados Unidos, para transmisiones de radio digital a nivel nacional en 2011. Varias emisoras de gran tamaño, como IMER, Radio Centro y Radio Fórmula, han equipado estaciones con HD Radio. En la década de 1990, México experimentó con la transmisión digital de audio (DAB); Sin embargo, nunca se intentó adoptarlo como un grupo de propietarios de estaciones de radio en el norte de México, preocupados por la decisión de los Estados Unidos de no usar DAB y preocupados de que perderían el acceso a audiencias estadounidenses, presionaron al CIRT para que no tomara medidas.
Los años 2000 han sido marcados por un aumento en el número de nuevas estaciones de radio no comerciales, como las concedidas a los gobiernos estatales y las universidades, así como las primeras emisoras de radio comunitarias autorizadas en décadas. Esto ha ocurrido en gran medida porque no hubo nuevas emisoras comerciales lanzadas entre 1995 y 2015. En 2003, el 88 % de las estaciones de radio mexicanas eran comerciales; esa cifra era del 75 % para 2015.

### Década de 2010: reforma de la radiodifusión, una subasta de estaciones de radio y más migraciones de estaciones

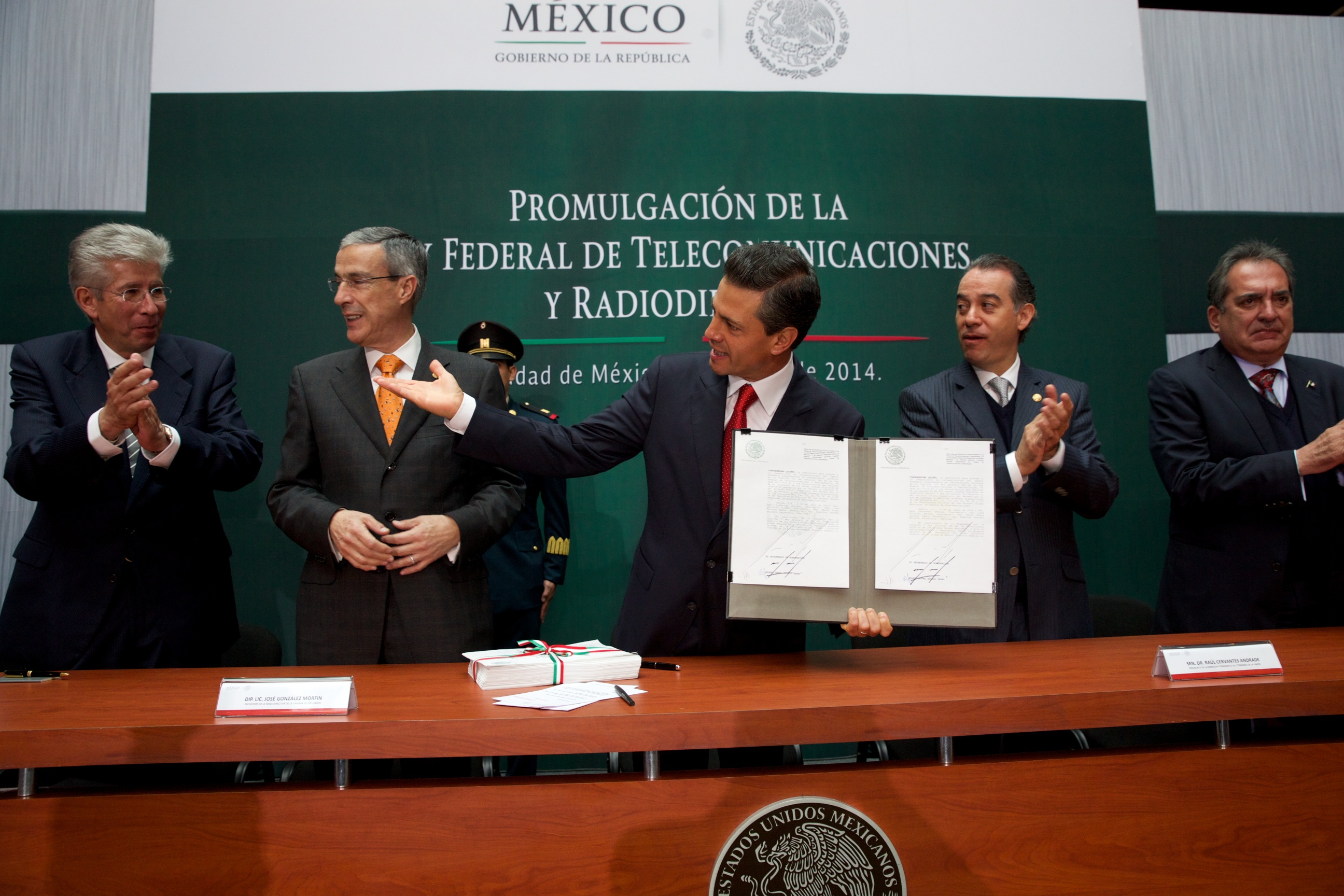
La Ley Federal de Telecomunicaciones y Radiodifusión, promulgada por el presidente Enrique Peña Nieto en 2014, reconoció a las estaciones comunitarias e indígenas como clases separadas por primera vez

En 2013 y 2014, como parte de las reformas del Pacto por México, se aprobó la reforma constitucional y una nueva ley de telecomunicaciones y radiodifusión. Las reformas crearon un regulador de radiodifusión nuevo y más autónomo, el Instituto Federal de Telecomunicaciones, y también reemplazaron el sistema de concesiones / permisos con una clasificación de concesiones de estaciones de tres niveles, que consiste en niveles de uso comercial, uso público y uso social. El nivel de uso social incluye además subcategorías para estaciones de radio comunitarias e indígenas, para las cuales se reserva la sub-banda de 106-108 MHz en el futuro. Para mayo de 2018, casi cuatro años después de la aprobación de la “Ley Federal de Telecomunicaciones y Radiodifusión”, el IFT había otorgado concesiones a 50 estaciones comunitarias y 7 indígenas.
Igualmente significativa fue la subasta de la estación de radio IFT-4, la primera de su tipo, que tuvo lugar a principios de 2017. La subasta originalmente buscaba adjudicar 255 frecuencias (191 FM y 66 AM) a nivel nacional, pero debido a la falta de interés en algunas áreas. y la presencia de un polémico postor (Tecnoradio) inflando los precios de algunas estaciones, solo 141 estaciones, incluidas 114 FM y 27 AM, fueron adjudicadas en la subasta, las primeras nuevas estaciones comerciales en más de 20 años.
Un cambio técnico realizado en 2016 redujo el espaciamiento obligatorio de las estaciones en FM de 800 a 400 kHz, lo que abrió inmediatamente la puerta a una serie de nuevas estaciones en las principales ciudades. Un total de 41 estaciones en las principales ciudades y áreas fronterizas, casi todas comerciales, pudieron moverse a FM en 2017; en la Ciudad de México, esto incluyó una frecuencia FM deseada desde hace mucho tiempo para Radio Educación y una estación esencialmente nueva, XHINFO-FM "Aire Libre". Además, se otorgó una frecuencia disponible por el cambio a 400 kHz para ser la primera estación comunitaria de la Ciudad de México, XHCDMX-FM "Violeta Radio".

## Radio comercial
En un principio estas estaciones tenían el objetivo de promocionar los propios productos de la empresa dueña de la radiodifusora, y no el de comerciar con el tiempo de publicidad. Ahora la radio comercial en México es propiedad en gran parte a nivel regional o nacional. Cinco grandes grupos de radio dominan el paisaje de la radio mexicana: Grupo Radio Centro, Grupo ACIR, MVS Radio, Radio Fórmula, Radiorama y Radiópolis. Los grupos de tamaño medio incluyen NRM Comunicaciones, Grupo Imagen, y el gobierno del Instituto Mexicano de la Radio. Estos grupos poseen grandes cantidades de estaciones, forman alianzas regionales con radiodifusores, o tienen redes de sindicación y publicidad. Algunos analistas consideran que los mercados de radio de México son oligárquicos, con la gran mayoría del público y los ingresos publicitarios concentrados en pocas manos. Muchos formatos de radio comerciales son nacionales, con redes formadas por estaciones operadas y afiliadas; por ejemplo, MVS Radio es propietaria de los formatos Exa FM, La Mejor y FM Globo, llevados por una mezcla de estaciones propiedad de Radio MVS y filiales locales en varias ciudades.

## Radio no comercial

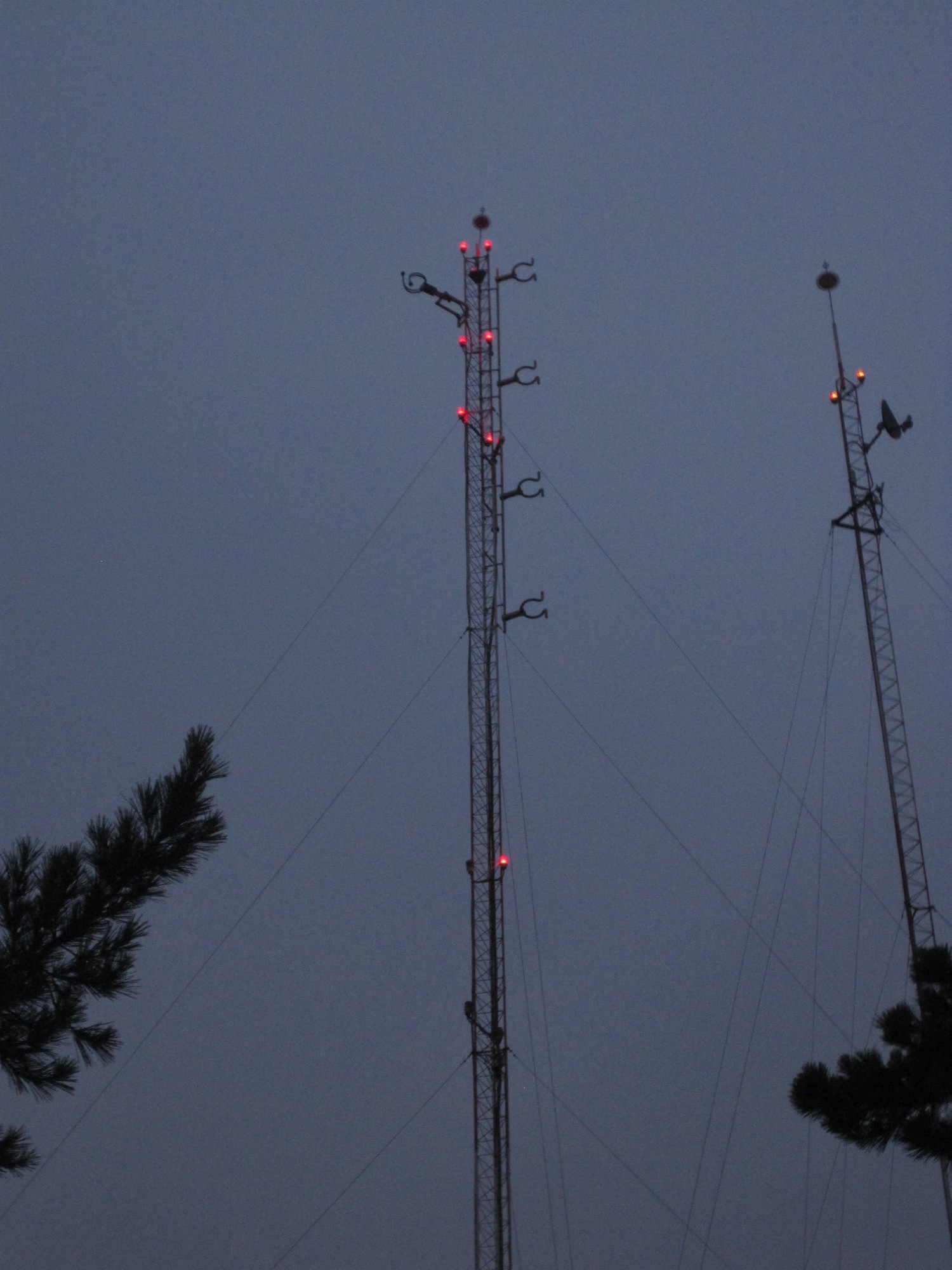
La torre para XHUPC-FM, la estación de radio del Instituto Politécnico Nacional

La ley mexicana divide las concesiones de las estaciones de radio no comerciales en tres tipos: uso público, uso social -comunidad y uso social- indígena. Estas distinciones reemplazaron los permisos con la Ley Federal de Telecomunicaciones y Radiodifusión, aprobada en 2014.

### Radio pública
La radio pública es más frecuente en México que en los Estados Unidos, y los gobiernos de diversos niveles y otras instituciones públicas han hecho incursiones significativas en el espacio de radio. El gobierno federal posee estaciones de radio a través del Instituto Mexicano de la Radio (IMER), las estaciones SRCI (ver abajo), y la Secretaría de Educación Pública y su Radio Educación sobre AM y onda corta. Muchos gobiernos estatales operan estaciones de radio o incluso redes de radio estatales. La más extensa es CORTV en el estado de Oaxaca, con una red de 32 transmisores más una estación 33 en Oaxaca, Oaxaca, mientras que algunos servicios de radio, como XHZH-FM Radio Zacatecas, son de una estación. Además, hay algunas estaciones de radio municipales, la más grande es XHCUN-FM en Cancún.
Los servicios públicos de radio están limitados por pequeños presupuestos. En 2010, Radio France International recibió un presupuesto de 576 millones de euros, mientras que IMER recibió el equivalente de 8 millones de euros.

### Radio universitaria
La primera emisora de radio universitaria fue Radio UNAM, que emitió originalmente en AM, onda corta y FM en la Ciudad de México. Pronto fue seguida por XEXQ, la estación AM de la Universidad Autónoma de San Luis Potosí. Mientras que las primeras emisoras de radio universitarias estaban en AM, como parte de la migración de AM-FM y también debido al crecimiento general de las estaciones de radio no comerciales en México, muchas universidades se han expandido para incluir emisoras de radio FM. En algunos casos, como los sistemas de la Universidad de Guadalajara y de la Universidad de Sonora, las estaciones se han convertido en redes de radio con cobertura ampliada e incluso optouts locales.
Las universidades privadas también poseen estaciones de radio; la Universidad Autónoma de Durango (3 estaciones), la Universidad Vasco de Quiroga y el Instituto de Tecnología y Educación Superior de Monterrey (XHTEC-FM) son ejemplos de emisoras de radio privadas.

### Radio indígena
El Sistema de Radiodifusoras Culturales Indigenistas, propiedad del gobierno, posee y opera unos 25 servicios AM y FM que ofrecen programación en 31 idiomas indígenas; la primera de ellas se lanzó en 1979. Cada estación cuenta con un personal local de entre 8 y 12 personas. Las estaciones ofrecen programas locales y material de servicio público y, a menudo, son las únicas estaciones de radio con programación indígena en sus respectivas comunidades.
La LFTR en 2014 abrió la puerta a las estaciones de radio indígenas de propiedad directa de las comunidades indígenas; A mayo de 2018, se han otorgado o creado siete estaciones de radio indígenas como resultado de transiciones de permisos preexistentes.

### Radio comunitaria
La radio comunitaria tardó en desarrollarse en México. Durante la huelga de la UNAM de 1999, una estación de radio pirata llamada La Ke Huelga, todavía en funcionamiento, sirvió de plataforma de lanzamiento para personas que luego estarían involucradas en una variedad de estaciones de radio comunitarias, incluyendo XHCD-FM en Hermosillo y XHECA-FM. Amecameca, Estado de México. Algunas estaciones de radio comunitarias fueron establecidas para servir áreas remotas, como XHHCC-FM; otros difunden en lenguas indígenas, como es el caso de XHBAK-FM. El desarrollo de la radio comunitaria en México ha sido limitado debido al hostigamiento de las autoridades, la represión de las estaciones de radio piratas y la burocracia en la obtención de un permiso. La rama mexicana de la Asociación Mundial de Radios Comunitarias, AMARC México, no logró obtener permisos para las radios comunitarias hasta 2005; hasta entonces, Radio Teocelo era la única radio comunitaria permitida en México.

### Estaciones no comerciales pertenecientes a grupos comerciales de radio
Algunas estaciones no comerciales están relacionadas con grupos comerciales de radio. El mayor operador de estas estaciones es Grupo Radiofónico ZER, que posee permisos para emisoras de radio no comerciales en la región del Bajío y en la Ciudad de México.